# Španělský alano
Španělský alano, též uváděný jako španělský lovecký pes alano (španělsky: Alano Español, anglicky: Spanish Bulldog), je molossoidní psí plemeno původem ze Španělska. Mezinárodní kynologická federace (FCI) jej neuznává, avšak jedná se o početné plemeno rozšířené po celé západní a střední Evropě.

## Historie

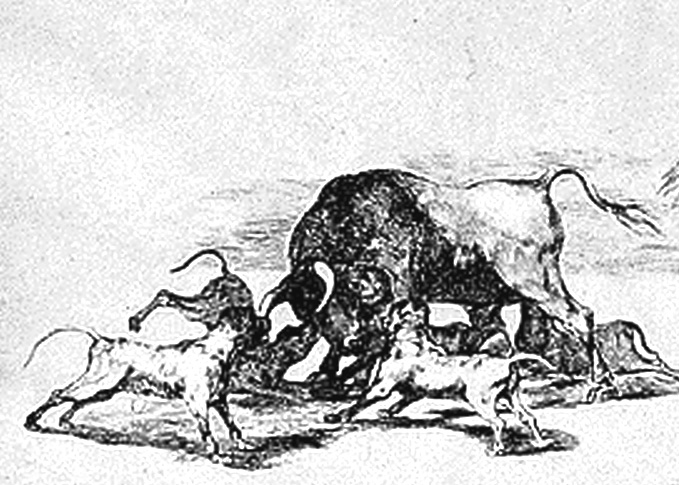
Zápasy alanů s býky od Francisca de Goya

Štěně původem z Polska

Název Alano pochází z íránského kočovného kmene Alani. Byli to kočovní pastevci, kteří přišli do Španělska při stěhování národů v 5. století n. l. Tento kočovný kmen již při příchodu sem choval velké strážné psy, jejichž úkolem byla především ochrana hospodářských zvířat. Právě tito molossové se stali předky dnešních alanů.
První písemná zmínka o plemeni zvaném alano pochází ze 14. století a je to zmínku v knize Libro de la Montería de Alfonso XI, kde jsou psi, zvaní alanové, popisování jako mohutní psi s krásnými zbarveními. Psi podobného typu v této době také cestovali se španělskými průzkumníky a byli používání jako váleční psi. Na dlouhou dobu bylo také jejich úkolem strážení a případné dopadávání otroků. Další známá zmínka pochází z roku 1816, kdy Francisco de Goya v knize La Tauromaquia vyobrazil boj psů s býky (viz obrázek vlevo). Na díle lze snadno poznat zda byli alani využívání i pro boj se psy; nebyli. Lze to poznat podle nekupírovaných uší, které se u psů jako byli například bulteriéři a stafordšírští bulteriéři vždy ze zdravotních důvodů kupírovali. Mimo bojů s býky se alanové využívali i k lovu vysoké zvěře.
Postupem času začala bojová a molossoidní plemena upadat. Především proto, že začaly upadat bojové hry, nakonec byly i zakázány. Modernější metody se začaly využívat i při hlídání stád dobytka a co více, rozmohla se menší a méně náročnější plemena ovčáckých psů, například border kolie. Nakonec v první polovině 20. století vyhynul i vlk španělský (Canis lupus deitanus) a alani tak prakticky neměli před čím stáda dobytka chránit. Roku 1963 byl španělský alano oficiálně pokládán za vymřelé plemeno. V roce 1970 se ale skupina chovatelů a studentů veteriny rozhodla, že plemeno oživí. Prvním krokem bylo vyhledání čistokrevných nebo co nejtypičtějších jedinců v západním a severním Španělsku. Několik psů bylo nalezeno v Baskicku, především v Kantábrii a zdejších horách, kde se molossoidní psi stále k hlídání dobytka před predátory využívali. Následně byl sepsán standard a v roce 2004 byl španělský alano uznán španělským Kennel Clubem jako samostatné plemeno.
Španělský alano se stává populárním až v posledních několika letech, kdy plemeno zažilo největší rozmach. Chovná základna se teď nachází nejen ve Španělsku a Francii, ale i v Polsku, Německu nebo Rakousku a přestože plemeno dosud není uznáno FCI, již bylo uskutečněno několik vývozů do Severní Ameriky.
Španělský alano byl a také je předkem několika psích plemen, například již zaniklého německého plemene, známého jako býkohryz. Býkohryzové byli také předky několika modernějších plemen, například německých boxerů a z podobných psů byla vyšlechtěna i německá doga. Díky španělské invazi do Jižní Ameriky bychom krev alanů našli i v brazilských filách.

## Vzhled
Španělský alano je velký pes molossoidního typu s velkou, těžkou a masitou hlavou. Délka těla má být o 10% větší než výška v kohoutku. Psi (samci) dosahují výšky 58–63 cm při hmotnosti 30–40 kg, u fen je to 55–60 cm při hmotnosti 25–35 kg. Hlava je hranatá, široká, s přiměřeně zkrácenou širokou a hlubokou partií čenichu. Kůže na ní vytváří vrásky. Uši jsou obvykle kupírované, avšak v některých zemích Evropy, například i v Česku, je to již zakázané, proto je možné vidět i ušní boltec v přirozené podobě. Srst je krátká, přiléhavá, na dotek hladká. Zbarvení může být plavé jakéhokoliv odstínu, popřípadě s černou maskou na obličeji, nebo žíhané, rovněž s maskou. Malé bílé skvrny jsou povoleny pouze na končetinách, nikoliv na hrudi nebo krku.

### Podobná plemena
Většina velkých molossoidních plemen si je navzájem podobná, avšak nejvíce se španělským alanům podobají kanárské nebo malorské dogy (zde se spekuluje i o příbuznosti těchto dvou plemen). Vzhledem se alanům podobá i uruguayský cimarron, avšak toto plemeno je velmi vzácné.

## Temperament
Španělský alano je typický molossoidní pes; samostatný, hrdý, ale zároveň také společenský a milující. Jelikož byl využíván ke kolektivnímu lovu, nejspokojenější je ve společnosti jiných, nejlépe stejně velkých, psů. Vůči majiteli a jeho rodině je loajální a milující, těžko snáší změnu. Jedná se o věrné psí plemeno, v případě nebezpečí svého majitele chrání, jak umí. Alanové jsou inteligentní a chápaví, avšak potřebují dominantního majitele a vždy si dobře rozmyslí, zda udělají, co po nich žádá. Mají vyvinutý lovecký pud a vůči cizím jsou lhostejní a dokáží rozeznat přátele od nezvaných návštěvníků. Jsou to dobří hlídači, hlasitě upozorní na každého kolemjdoucího a pokud případného zloděje neodradí zjevem, tak odvážností a velkými zuby jistě ano.
Hodí se pro celoroční chov venku. Potřebují každodenní aktivity, kde si mohou vybít přebytečnou energii a také časté opakování známých povelů i nové učení těch neznámých. Socializace je nutným prvkem výchovy již ve chvíli, kdy si chovatel přiveze štěně domů.